# Elaphoglossum zebrinum
Elaphoglossum zebrinum är en träjonväxtart som beskrevs av John T. Mickel. Elaphoglossum zebrinum ingår i släktet Elaphoglossum och familjen Dryopteridaceae. Inga underarter finns listade.